# Waldo de Reichenau
Waldo de Reichenau, también Walto von Reichenau (Wetterau, 740 - París, 814), fue un abad y obispo franco-alemán.

## Biografía
Nació en la familia aristocrática de los von Wetterau (de la familia de los Conradines), pertenecientes al pueblo franco. Su padre era Richbold, conde de Brisgovia, y su hermano mayor fue (Rupert) Ruthard, barón von Aargau (Argovia).
En el año 782, Waldo fue nombrado abad de la abadía de San Galo, donde creó una biblioteca. De 786 a 806 fue abad del abadía de Reichenau ―que era un centro importante del Imperio carolingio―, donde fundó una biblioteca y un convento. Con ese importante monasterio ―en el que vivió veinte años― quedó ligado su nombre: Waldo de Reichenau.
En 791, Carlomagno (742-814) lo nombró obispo de Pavía (Italia) y Basilea. En 805 fue nombrado abad imperial de la Abadía de Saint-Denis, en París, adonde se mudó al año siguiente. Falleció en esa villa en el año 814.